# برايان هيل (لاعب كرة قدم أمريكية)
برايان هيل (بالإنجليزية: Brian Hill)‏ هو لاعب كرة قدم أمريكية أمريكي، ولد في 9 نوفمبر 1995 في بلفيل في الولايات المتحدة.

## وصلات خارجية
- برايان هيل على موقع مرجع كرة القدم المحترفة.كوم (الإنجليزية)